# Плещеев, Иван Дмитриевич Колодка
Ива́н Дми́триевич Плеще́ев по прозванию Коло́дка — русский воевода второй половины XVI века.
Сын Дмитрия Михайловича Плещеева.
В 1564 году — воевода в Полоцке, в 1567 году — голова в Ливонском походе, в 1568 году — воевода в большом полку в Калуге, в 1569 году — первый воевода в Ржеве; во время Ливонского похода — воевода в правой руке, в 1572—1573 годах — воевода в сторожевом полку, послан из Новгорода в Орешек «для береженья от Карлуса королевича Свейского»; второй воевода в левой руке под Пайдой; в 1573 году — воевода в сторожевом, а затем в большом полку против казанских черемис; в 1574 году — воевода в Юрьеве Ливонском, в 1576 году снова воевода в Пайде; в 1577 и 1581 годах — снова воевода в Юрьеве Ливонском, в 1582—1583 годах — воевода в Новгороде, а затем в Муроме. С 29 апреля 1585 года был воеводой большого полка в Серпухове, где ему с князем Б. К. Черкасским предстояло охранять русские земли от вторжений крымских татар и ногайских шаек. В 1603 году был воеводой в Воронеже.
У Плещеева были местнические счёты с Ф. А. Бутурлиным, В. И. Гвоздевым, И. А. Долгоруким, Г. Ф. Колычевым и И. С. Турениным.
И. Д. Плещеев — отец деятеля Смутного времени Матвея Ивановича Плещеева и Фаддея Ивановича Плещеева, женатого на Анне Григорьевне Сабуровой.